# Rappertshäusern
Rappertshäusern (vgl. Rappertshüsern, Rappershausen, Abbizüs) ist eine im 17. Jahrhundert abgegangene Siedlung im Gemeindegebiet von Möhlin im Kantons Aargau in der Schweiz.

## Lage
Das ehemalige Gemeindegebiet von Rappertshäusern befindet sich nordöstlich von Riburg im Gebiet Unterforst am Rhein. Der Gemeindebann lag auf einer Halde gegenüber von Schwörstadt auf 290 m ü. M. und umfasste 193 ha. Im Osten grenzte er an Wallbach, im Süden und Westen an Möhlin. In der Nähe der ehemaligen Siedlung befinden sich zwei römische Warten sowie das Naturschutzgebiet "Haumättli" am Rhein. Rund 1,2 km südwestlich der Wüstung liegt das Flachmoor Breitsee.

## Geschichte

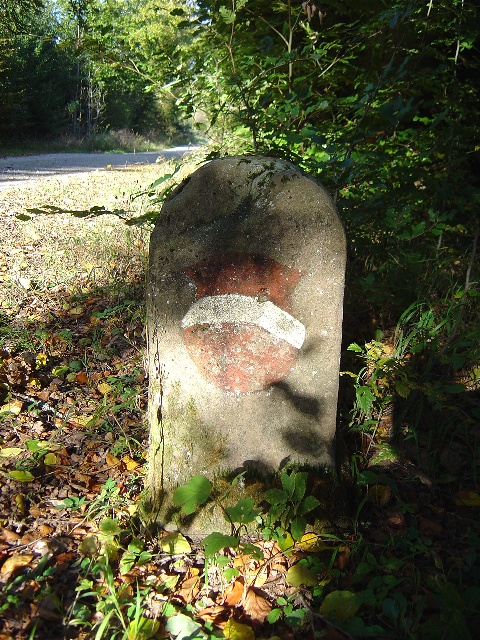
Grenzstein zwischen Rappertshäusern und Möhlin

Im Jahre 1376 wurde Rappertshüsern erstmals urkundlich erwähnt. Im Dorf wurde hauptsächlich Fischerei, Schifffahrt und Landwirtschaft betrieben. Die Abgaben und Zinsen für die Bewirtschaftung wurden den Deutschordensherren zu Beuggen sowie der Herrschaft und Burg zu Rheinfelden entrichtet.
Wie aus einem Abgabenbuch zwischen 1400 und 1455 zu entnehmen ist, hatten einige Bürger von Rappertshäusern ansehnlichen Grundbesitz. In der ersten Hälfte des 15. Jahrhunderts wurden u. a. die Namen der Bauernfamilien Hartmann, Huber, Jacober, Keller, Meyer, Ruily, Schmit, Steingut, Stragglis, Swob und Winman verzeichnet. Einzelne Bürger von Rappertshäusern liessen sich nachweislich in der Stadt Rheinfelden nieder.
Rappertshäusern war durch verschiedene Wege mit den Nachbarorten Niederriburg (Möhlin) und Wallbach verbunden. Der Kilchweg führte vom Dorf zur Pfarrkirche Meli im heutigen Möhlin. Die Pfarrkirche Meli wurde bereits im Jahre 794 erstmals erwähnt und diente acht Dörfern als Gotteshaus, darunter auch Rappertshäusern.
Anfang des 16. Jahrhunderts war das Stift St. Martin in Rheinfelden Obereigentümer über den Mittelhof, den Geldsbachhof und das Kobberhöflein von Rappertshäusern. Infolge Streitigkeiten zwischen den Ansprüchen der Inhaber des Reichslehens und des Grundherrn wurde 1515 eine Beschreibung der gegenseitigen Rechte vorgenommen, womit der 535 Jucharten grosse Gemeindebann von Rappertshäusern zwei Grundbesitzern aus Rheinfelden zugeteilt wurde.
Bei der Belagerung von Rheinfelden durch die Schweden zwischen 1633 und 1638 wurde Rappertshäusern stark in Mitleidenschaft gezogen. Das Dorf wurde geplündert und zerstört. Wann das Dorf ausstarb, ist unbekannt. Es existieren zwei ähnliche Sagen, die das Aussterben auf die Pest zurückführen (siehe unter Sagen).

## Das ehemalige Gemeindegebiet
Nach dem Aussterben des Dorfes eroberte die Natur das Feld am Rhein, auf dem sich die einstigen Gebäude befanden, nach und nach wieder zurück. Die zerstörten Häuser und Grundmauern mitsamt dem übrig gebliebenen Hausrat wurden überwuchert; später wurde die grosse Waldlücke aufgeforstet. Beim Bau eines Jagdhauses auf dem Gebiet des ehemaligen Rappertshäusern kam Hausrat zum Vorschein.
Ende 1999 verwüstete der Orkan Lothar das Gebiet des Möhliner Unterforsts erheblich, und es entstanden erneut mehrere ausgedehnte Waldlichtungen. Das verwüstete Gebiet wurde inzwischen abgeholzt; das Jungholz befindet sich nun in einer frühen Phase der Aufforstung.
Grenzsteine

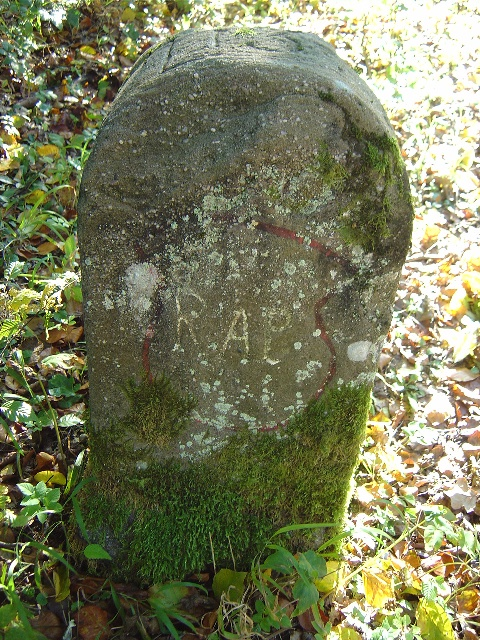
Grenzstein zwischen Rappertshäusern und Möhlin mit der Inschrift "RAP"

Der Gemeindebann von Rappertshäusern wurde durch zahlreiche Grenzsteine markiert, die sich teilweise noch heute an Ort und Stelle befinden. Einige von ihnen tragen die Inschrift "RAP" sowie das österreichische Wappen und sind mit der Jahreszahl 1602 datiert. Einige Grenzsteine befinden sich im Ortsmuseum Melihus in Möhlin; eine Kopie in Bronze ist ausserdem im zweiten Geschoss des Gemeindehauses Möhlin ausgestellt. Die auf der Nordseite dem Bahndamm entlang verlaufende Rappertshäusernstrasse im Ortsteil Riburg erinnert ebenfalls an das verschwundene Dorf.

## Sagen
Im Dörfchen Abbizüs* herrschte vor langer Zeit der Schwarze Tod. Die Pest hatte hier besonders stark gewütet und raffte die Bevölkerung bis auf zwei Frauen dahin, worauf diese in der Folge den gesamten Gemeindebann erbten.
Da sich die beiden Frauen aber fürchteten, allein im verlassenen Dorf zu bleiben, machten sie sich auf den Weg ins Nachbardorf Wallbach. Doch in Wallbach fürchtete man sich vor dem Ausbruch der Pest und wollte zudem nicht noch mehr unverheiratete Frauen im Dorf, also wurden sie abgewiesen. Traurig wanderten die beiden nach Möhlin, wo sie freundlich aufgenommen wurden. Nach dem Ableben der beiden Frauen ging deren Erbe, der gesamte Gemeindebann von Rappertshäusern, an Möhlin über.
Nach einer anderen Version wanderten die beiden Frauen aus Rappertshäusern zuerst nach Möhlin, wurden dort aber abgewiesen und fanden schliesslich in Rheinfelden Zuflucht.
(* Der Name Abbizüs ist die verstümmelte Ausdrucksform des Namens Rappertshäusern)